# Florian Tudor
Florian Tudor (* 23. Mai 1973 in Brăila) ist ein ehemaliger rumänischer Ruderer, der einen Weltmeistertitel gewann.

## Sportliche Karriere
Der 1,93 m große Florian Tudor belegte 1993 den fünften Platz im Zweier ohne Steuermann beim Nations Cup, einem Vorläuferwettbewerb der U23-Weltmeisterschaften. Sechs Wochen später fanden in Račice u Štětí die Weltmeisterschaften 1993 in der Erwachsenenklasse statt. Tudor belegte mit dem rumänischen Vierer ohne Steuermann den neunten Platz. Bei den Weltmeisterschaften 1994 in Indianapolis nahm Tudor in zwei Bootsklassen teil. Im Vierer mit Steuermann siegten Valentin Robu, Iulică Ruican, Viorel Talapan, Florian Tudor und Steuermann Marin Gheorghe mit 0,29 Sekunden Vorsprung vor dem Boot aus den Vereinigten Staaten. Alle Ruderer aus dem Vierer nahmen auch am Finale im Achter teil, dort gewannen sie die Bronzemedaille hinter den Booten aus den Vereinigten Staaten und den Niederlanden. 1995 trat Tudor nur im Achter an, der den fünften Platz bei den Weltmeisterschaften in Tampere belegte. In der Olympiasaison 1996 gehörte Tudor nicht zum rumänischen Achter.
1997 trat Tudor bei den Weltmeisterschaften auf dem Lac d’Aiguebelette im Vierer ohne Steuermann und im Achter an. Im Vierer erkämpften Dorin Alupei, Claudiu Marin, Cornel Nemțoc und Florian Tudor die Bronzemedaille hinter den Briten und den Franzosen. Alle vier Ruderer gewannen im Achter die Silbermedaille hinter dem Boot aus den Vereinigten Staaten. Bei den Weltmeisterschaften 1998 in Köln ruderte Tudor nur im Achter und gewann die Bronzemedaille hinter den Booten aus den Vereinigten Staaten und aus Deutschland. 1999 gewann Tudor mit dem rumänischen Achter die Weltcup-Regatten in Hazewinkel und in Wien. Bei den Weltmeisterschaften in St. Catharines belegte der rumänische Achter den vierten Platz. Im Jahr darauf belegte Tudor mit dem Achter den sechsten Platz bei den Olympischen Spielen 2000 in Sydney. 2001 belegte Tudor bei den Weltmeisterschaften den fünften Platz im Vierer mit Steuermann, im Jahr darauf kam Tudor bei den Weltmeisterschaften 2002 nur noch im Vorlauf des Wettbewerbs im Zweier mit Steuermann zum Einsatz.